# Clinton (vitigno)
Il Clintón (in veneto anche crinto o grintón, in friulano clinto) è un vitigno ibrido a bacca nera, da cui ha preso nome l'omonimo vino speciale rosso.

## Caratteristiche
Importato in Europa intorno al 1920 dall'America in seguito alla invasione della fillossera cui è resistente, è inoltre poco attaccata dalle malattie crittogamiche.
È un ibrido produttore diretto (non innestato), incrocio tra la Vitis labrusca e la Vitis riparia.
Ne sono conosciute due varietà, ben distinguibili dal grappolo, il Clinto dal grappolo più regolare, cilindrico e più piccolo, con acini più regolari, dal gusto un po' più morbido e il Clintòn (grande Clinto) dal grappolo sparso, più grande e con acini più grandi e irregolari, più duro da bere e più produttivo. Vengono spesso vinificati assieme.
Come tutte le viti ibride americane ha un'elevata resistenza al terreno acido, e un'elevata resistenza alle malattie.
Se non è coltivato in luogo molto soleggiato (resiste molto all'ombra e all'umido) l'uva può avere bassa gradazione alcolica, il che lo rende di difficile conservazione, oltre la primavera. Ha un colore violaceo intenso che lascia una traccia densa nelle bottiglie e nei bicchieri e una macchia particolare sulle tovaglie, un forte profumo fruttato e un inconfondibile aroma (detto "volpino") che non è gradito a molti.

### Il Clinto
Il Clinto o "piccolo Clinto" è diverso dal Clintòn nella struttura della pianta, nel grappolo, nel gusto dell'uva più gradevole, nel gusto più amabile del vino. Alcuni estimatori lo considerano superiore al Clintòn. A Imponzo si registrò la maggior produzione negli anni '50 del XX secolo, con una quantità di 80 000 litri.

### Il Bacò
Vite ibrida, produttrice diretta (non innestata), originaria della Francia, incrocio di Vitis vinifera con Vitis riparia.
Preferisce suolo neutro o acido, sopporta l'umido. La vite è coltivata nelle stesse condizioni in cui è coltivato il Clintòn.
Vino un tempo diffusissimo, attualmente dimenticato. Più gentile del Clinton, dal gusto meno deciso, vite a produttività elevata, assai precoce, fattore utile nella vendemmia, poteva venire utilizzato per il taglio con altri vini grazie alla possibilità di acquisirne i profumi ed il colore.

### La proibizione del Clinton
La commercializzazione come "vino" (denominazione secondo le norme UE esclusivamente riservata ai prodotti della Vitis vinifera pura), dei produttori diretti o ibridi, con altre specie, è vietata in Italia sin dal 1931 (l'ultima regolamentazione in materia risale al 1987) e oggi in tutta l'Unione europea  (Regolamento CE n. 1493/1999) come misura di protezione commerciale nei confronti dei prodotti enologici della Vitis vinifera, salvo alcuni permessi particolari di coltivazione in territori definiti, come anche per il Fragolino.
La legge italiana impone l'estirpazione della vite, ma manca un decreto applicativo; inoltre (in contraddittorio) alcune leggi regionali (ad esempio in Veneto) ne consentono la coltivazione ma non la commercializzazione.
Ciò non toglie che la vendita, o il consumo, come prodotto alcolico di fermentazione (senza citare la parola "vino") è alquanto estesa in tutta Europa, soprattutto nei paesi nordici. Anche in Italia il vitigno è ancora molto coltivato, e il prodotto fermentato è consumato e diffuso fuori dal mercato formale del "vino", anche in territori in cui la coltivazione non è regolamentata da leggi regionali. Molti intenditori infatti lo ricercano per il suo sapore unico.